# Svartträsk
Svartträsk är ett samhälle i Norrbottens län, som ligger utanför Överkalix. Det ligger nära E10 mellan Kalix och Överkalix i Norrbotten. Den ligger nära den lilla sjön Svartträsket.